# Е
Е, е (ie ou e) é uma letra do alfabeto cirílico (sexta do russo, sétima do ucraniano).
É exatamente igual ao e do alfabeto latino. Em búlgaro, macedônico, sérvio e ucraniano, chama-se e e representa a vogal /e/ ou /ɛ/.
Em bielorrusso e russo, chama-se ie e representa uma vogal palatalizadora, ou seja, que modifica a letra anterior. A língua ucraniana usa Ie ucraniana (Є) para representar a letra E palatalizadora.